# Palle Rosenkrantz (1587-1642)
 Der er flere personer med dette navn, se Palle Rosenkrantz.
H.E. Palle Rosenkrantz (28. juni 1587 – 22. februar 1642) var en dansk adelsmand og storgodsejer. Søn af Axel Rosenkrantz til Glimminge og Mette Pallesdatter Grubbe til Høgested. 
Palle Rosenkrantz er en af Rosenkrantz-slægtens mest fremtrædende medlemmer. Hans far var Skånes rigeste mand, og storebroderen Holger fik ligefrem tilnavnet ”den rige” på grund af sine mange godser. Selv var Palle Rosenkrantz ingen fattig mand, hele otte herregårde var i hans besiddelse. De var Krenkerup, Nørregård, Rosenlund, Lungholm, Sædingegaard, Kjærstrup, Høgested og Tunbyholm.
Hans uddannelse lignede mange andre adelsmænds. Efter at have gået på skole i Sorø kom han udenlands, hvor han besøgte Wittenberg, Geneve, Nederlandene og Paris. Derefter fulgte en lang embedskarriere, både inden for diplomatiet og militæret. I perioden 1616-32 var han lensmand på Vordingborg, i 1629-42 lensmand på Ålholm og Nykøbing, i 1620 generalkrigskommissær, i 1630 skoleherre på Herlufsholm, og i 1633 blev han slået til ridder.
Palle Rosenkrantz var gift tre gange. 
- 1. gang: 1. september 1616 med Helvig Frantzdatter Rantzau (1600-18) til Fævejle.
- 2. gang: 30. juni 1622 i København med Elisabeth Olufsdatter Rosensparre (1592-1627) til Skarholt.
- 3. gang: 13. september 1629 i Køge med Lisbet Jørgensdatter Lunge (1610-59).

I disse ægteskaber fik han 13 børn, heriblandt af tredje ægteskab med Lisbet Jørgensdatter Lunge døtrene Mette Rosenkrantz (1632-65) til Lungholm og Rosenlund, (gift med Erik Rosenkrantz til Rosenholm) og Birgitte Rosenkrantz (1633-77) til Krenkerup, (gift med Christen Skeel ”den rige” til Gammel Estrup).